# Compressoscalpellum smirnovi
Compressoscalpellum smirnovi is een rankpootkreeftensoort uit de familie van de Scalpellidae. De wetenschappelijke naam van de soort is voor het eerst geldig gepubliceerd in 1979 door Zevina.